# Lò phản ứng nước sôi

Lò phản ứng hạt nhân nước sôi (BWR) hay còn gọi tắt là lò phản ứng nước sôi là lò phản ứng hạt nhân thuộc nhóm nước nhẹ, được sử dụng để sản xuất điện. Đây là kiểu lò phản ứng hạt nhân sản xuất điện phổ biến thứ 2 sau kiểu lò phản ứng nước áp lực (PWR), cũng thuộc nhóm lò phản ứng nước nhẹ. BWR đã được phòng thí nghiệm quốc gia Hoa Kỳ Idaho và công ty General Electric phát triển vào giữa thập niên 1950. Nhà sản xuất chính hiện sản xuất kiểu lò này là GE Hitachi Nuclear Energy, đặc biệt công đoạn thiết kế và xây dựng. Thiết kế BWR được ứng dụng ở nhà máy điện hạt nhân Fukushima I, hiện nhà máy này đang bị hư hỏng trong trận động đất và sóng thần Tohoku vào tháng 3 năm 2011.

## Tổng quan
| 1. Vỏ áp lực của lò phản ứng (RPV) 2. Nguyên liệu hạt nhân 3. Cần điều khiển phản ứng 4. Bơm tuần hoàn 5. Mô tơ kiểm soát cần điều khiển phản ứng 6. Hơi nước 7. Nước cấp 8. Tuốc bin áp lực cao (HPT) 9. Tuốc bin áp lực thấp | 10. Máy phát điện 11. Bộ kích 12. Bồn đông lạnh 13. Dàn giải nhiệt 14. Bộ phận làm nóng trước khi vào lò 15. Bơm nước cấp 16. Bơm nước lạnh 17. Bê tông bao bọc nhà máy 18. Bộ nối với lưới điện |

Cơ chế hoạt động của BWR.
1. Vỏ áp lực của lò phản ứng (RPV)
2. Nguyên liệu hạt nhân
3. Cần điều khiển phản ứng
4. Bơm tuần hoàn
5. Mô tơ kiểm soát cần điều khiển phản ứng
6. Hơi nước
7. Nước cấp
8. Tuốc bin áp lực cao (HPT)
9. Tuốc bin áp lực thấp
10. Máy phát điện
11. Bộ kích
12. Bồn đông lạnh
13. Dàn giải nhiệt
14. Bộ phận làm nóng trước khi vào lò
15. Bơm nước cấp
16. Bơm nước lạnh
17. Bê tông bao bọc nhà máy
18. Bộ nối với lưới điện

BWR sử dụng nước đã khử khoáng để làm lạnh và điều khiển neutron. Nhiệt được tạo ra từ phản ứng phân hạch trong lõi lò phản ứng, nung sôi nước để tạo ra hơi nước. Hơi nước được sử dụng trực tiếp để quay turbine, sau đó hơi nước được làm lạnh ở bộ phận ngưng tụ và trở về dạng lỏng. Nước sau khi được ngưng tụ tiếp tục quay trở về lõi của lò phản ứng và tiếp tục chu trình tuần hoàn của nó. Nước lạnh được duy trì ở khoảng 75 atm (7,6 MPa, 1000–1100 psi) vì vậy nó sôi trong lõi ở nhiệt độ khoảng 285 °C (550 °F). Nếu so sánh với lò PWR, thì lò PWR sẽ không cho phép nước sôi vì sáp suất cao được duy trì trong suốt quá trình tuần hoàn của nó, vào khoảng 158 atm (16 MPa, 2300 psi).